# Хлуд, Борис Алексеевич
Борис Алексеевич Хлуд (24 июня 1917 — 21 сентября 1990) — командир эскадрильи 146-го истребительного авиационного полка 7-й гвардейской истребительной авиационной дивизии 2-го истребительного авиационного корпуса 1-й воздушной армии Западного фронта, Гвардии капитан. Герой Советского Союза (1943).

## Биография
Родился 24 июня 1917 года в Брянске в семье инженера-конструктора. Русский. Член ВКП(б) с 1942 года.
Окончив семилетнюю школу, Б. А. Хлуд учился в 61-й школе фабрично-заводского ученичества на заводе «Арсенал» и работал токарем по металлу. В 1933 году его приняли в ряды Ленинского комсомола. Одновременно с обучением в школе ФЗУ он посещал аэроклуб. Видя горячее стремление юношей к овладению лётным делом, руководство завода приобрело за счёт средств общественности учебный самолёт, на котором Б. А. Хлуд с успехом прошёл курс обучения. Затем он сам обучал будущих пилотов, работая в киевском аэроклубе.
В апреле 1937 году призван в ряды Красной Армии. В 1938 году окончил Одесское авиационное училище и был зачислен кадровым лётчиком истребительной авиации. В боях Великой Отечественной войны с июня 1941 года. Воевал на Юго-Западном, Южном, Западном, Брянском, 1-м Украинском, 1-м Прибалтийском, 1-м Белорусском, 2-м Белорусском и 3-м Белорусском фронтах.
В начале 1942 года Б. А. Хлуд командовал авиационным звеном истребителей. Боевые дороги Б. А. Хлуда пролегали на Юго-Западном и Южном фронтах во время вынужденного отхода, а во время победоносного наступления — на фронтах Западном, Брянском, 1-м и 3-м Белорусских, с августа 1944 года и до конца войны — на 1-м Украинском. Особенно тяжёлые и непрерывные бои пришлось выдержать Б. А. Хлуду во время Орловской боевой операции летом 1943 года.
Указом Президиума Верховного Совета СССР от 2 сентября 1943 года за 327 успешных боевых вылетов, за мужество и героизм, проявленные в 52 воздушных боях, за уничтожение 11 самолётов противника лично гвардии капитану Борису Алексеевичу Хлуду присвоено звание Героя Советского Союза с вручением ордена Ленина и медали «Золотая Звезда».
В 1944 году его назначили заместителем командира 115-го гвардейского истребительного полка, а через некоторое время — штурманом 89-го гвардейского истребительного полка. За время войны провёл 67 воздушных боёв, в которых лично сбил 18 вражеских самолётов.
С 1946 года майор Б. А. Хлуд в запасе. Жил в Киеве. Работал начальником автошколы Киевского ДОСААФ, начальником группы в НИИ. Скончался 21 сентября 1990 года. Похоронен в Киеве на Городском кладбище «Берковцы».

## Награды
Награждён орденом Ленина (02.09.1943), двумя орденами Красного Знамени (09.12.1941, 08.08.1943), орденами Александра Невского (30.04.1945), Отечественной войны 1-й степени (11.03.1985), медалями.

## Память
В музее трудовой и боевой славы завода «Арсенал» экспонируются материалы о Герое Советского Союза Б. А. Хлуде.